# Litoria splendida
Litoria splendida är en groddjursart som beskrevs av Tyler, Davies och Martin 1977. Litoria splendida ingår i släktet Litoria och familjen lövgrodor. IUCN kategoriserar arten globalt som livskraftig. Inga underarter finns listade i Catalogue of Life.